# Václav Havel
Václav Havel, češki politik, pisatelj in dramatik, * 5. oktober, 1936, Praga, † 18. december 2011, Hrádeček.
Václav Havel je bil deveti in zadnji predsednik Češkoslovaške ter prvi predsednik Češke.

## Življenjepis
Rodil se je v premožni družini gradbenega inženirja in podjetnika Václava M. Havla. Na njegovo življenje je močno vplival tudi ded Vavrečka, ki je bil pisatelj, podjetnik in diplomat. Družina je bila dobro znana, intelektualna in močno povezana s kulturnimi in političnimi dogodki na Češkoslovaškem od 1920 do 1940. Zaradi teh povezav komunisti niso dovolili Havlu formalnega študija, ko je 1951 zaključil obvezno šolanje. Pripravništvo je delal kot asistent v kemijskem laboratoriju. Sočasno je obiskoval večerno šolo, da bi pridobil srednješolsko izobrazbo. To mu je uspelo leta 1954. Zaradi političnih razlogov ni bil sprejet na noben humanističen študijski program. Zato se je vpisal na Ekonomsko fakulteto Češke tehnične univerze. Ta program je opustil po dveh letih.
Intelektualna tradicija njegove družine je Havla vabila, da si je prizadeval za človekove pravice čeških kulturnikov, ki so bile grobo zatrte v 50. letih 20. stoletja. Ko se je vrnil z dvoletnega služenja vojaškega roka, je delal kot odrski delavec; najprej v Divaldo ABC in 1960. v Divaldo Na zábradlí. Od 1962 do 1966 je kot dopisni študent študiral dramo na fakulteti za gledališče akademije za glasbo. Študij je zaključil s komentarjem igre Edvard, ki je postala temelj igre Povečana težavnost koncentracije.

## Dramatik
Na začetku šestdesetih let je dobil službo pri »Gledališču ob ograji« (Divadlo na zábradlí). Leta 1963 je zaslovel s prvo celovečerno predstavo Vrtno slavje. Sledile so igre Obvestilo, Avdienca, Protest, Vernisaža, Asanacija, Skušnjava, Largo desolato, Gorski hotel in druge.

## Oporečnik
Václav Havel je bil štirikrat zaprt. V čeških komunističnih zaporih je presedel več kot pet let. V zaporih je napisal znamenita Pisma Olgi. Bil je soustanovitelj Listine 77 in eden njenih prvih glasnikov.
Konec decembra 1989 je bil Václav Havel soglasno izvoljen za predsednika Češkoslovaške, februarja 1993 pa še za predsednika Češke. Njegov prijatelj Ivan Medek je bil imenovan za direktorja Urada predsednika republike (kanclerja). Kot češki predsednik je vodil republiko do leta 2003.

## Esejist
Václav Havel je v več kot sto esejih in člankih pisal o življenju v resnici. Človeško življenje je po njem avtentično, če človek vsak trenutek odgovarja za svoje odločitve, če človek ustvarja in oblikuje svoje življenje samostojno in svobodno ne glede na reakcije okolice.

## Navedek
Govoriti resnico ima vedno smisel, tudi v najtežjih okoliščinah.